# Bulan (Filipinas)
Bulan es un municipio filipino de primera clase, perteneciente a la provincia de Sorsogón, en la región de Bicolandia.

## Historia
Hacia mediados del siglo XIX, el lugar, por entonces perteneciente a la provincia de Albáy, tenía contabilizada una población de 5124 habitantes, repartidos en 854 casas. Aparece descrito en el primer volumen del Diccionario geográfico, estadístico, histórico de las Islas Filipinas (1850) de Manuel Buzeta Núñez y Felipe Bravo con las siguientes palabras:

BULAN: pueblo con cura y gobernadorcillo, en la isla de Luzon, prov. de Albay, dióc. de Nueva-Cáceres; sit. en los 127° 32' 30" long., y los 12° 41' 20" lat.; en la playa sobre la punta Saban, en terreno desigual, á la orilla izq. de un r.; disfruta de buena ventilacion, y clima templado y saludable. Tiene con sus diferentes barrios ó anejos, como unas 854 casas, en general de sencilla construccion, distinguiéndose como mas notables la casa parroquial y la llamada tribunal; hay cárcel, y escuela de primeras letras dotada de los fondos de comunidad, á la cual concurren varios alumnos; é igl. parr. de buena fábrica, servida por un cura secular; el cementerio se halla contiguo á la igl., y es capaz y ventilado. Se comunica con los pueblos inmediatos, por medio de buenos caminos, y recibe el correo semanal de la isla. term.: confina por E. con el de Bulusan, que dista como unas 5 y ½ leg. N. E., con el cual se comunica por medio de un buen camino; y con Magnoc á 4 y ¼ leg. al S. E.; por S. con el mar y lo mismo por O.; por N. con Jubán y Casiguran (como unas 4 y ¾ leg.). Tiene buenos montes vestidos de gran vejetacion, mayormente por la parte O., y en ellos se producen buenas maderas de construccion, como banaba, molavin, gogo, ébano, sibucao, nito; y hay abundante caza mayor y menor. Tambien se encuentra en ellos mucha miel y cera, que elaboran las abejas en los trocnos y demas concavidades. El r. de Bulan, que pasa junto á la pobl., nace en las cercanías del anejo llamado de Gate, y dirijiéndose de E. á O., desagua al N. de la espresada punta de Saban: por la cuenca de este r., va durante algun trecho el camino que conduce á Bulusan, y tiene que cruzar su curso cinco veces. Los valles y cañadas de este territorio son sumamente fértiles, y producen arroz, maiz, caña dulce, abacá, ajonjoli, añil, cocos, mongos, legumbres, etc. Los hab. se ocupan en la agricultura y beneficio de sus prod.; las mugeres fabrican varios tejidos, y entre ellos escelentes sinamays. pobl. 5,124 alm., 636 trib., que ascienden á 6,360 rs. plata, equivalentes á 15,900 rs. vn.
(Buzeta y Bravo, 1850, pp. 416-417)

En 2020, tenía censados 105 190 habitantes.